# The Game Tour
Tournées par Queen
Crazy Tour 
 (1979) Hot Space Tour 
 (1982)
The Game Tour est une tournée du groupe de rock britannique Queen organisée en 1980 et 1981 en promotion de l'album The Game. Elle compte 81 concerts donnés au total, dont les premiers du groupe en Amérique du Sud,.

## Dates de la tournée
| Date                         | Ville         | Pays                 | Lieu                           |
| ---------------------------- | ------------- | -------------------- | ------------------------------ |
| Amérique du Nord             |               |                      |                                |
| 30 juin 1980                 | Vancouver     | Canada               | Pacific Coliseum               |
| 1er juillet 1980             | Seattle       | États-Unis           | Seattle Center Coliseum        |
| 2 juillet 1980               | Portland      | États-Unis           | Memorial Coliseum              |
| 5 juillet 1980               | San Diego     | États-Unis           | San Diego Sports Arena         |
| 6 juillet 1980               | Phoenix       | États-Unis           | Compton Terrace                |
| 8 juillet 1980               | Los Angeles   | États-Unis           | The Forum                      |
| 9 juillet 1980               | Los Angeles   | États-Unis           | The Forum                      |
| 11 juillet 1980              | Los Angeles   | États-Unis           | The Forum                      |
| 12 juillet 1980              | Los Angeles   | États-Unis           | The Forum                      |
| 13 juillet 1980              | Oakland       | États-Unis           | Coliseum Arena                 |
| 14 juillet 1980              | Oakland       | États-Unis           | Coliseum Arena                 |
| 5 août 1980                  | Memphis       | États-Unis           | Mid-South Coliseum             |
| 6 août 1980                  | Baton Rouge   | États-Unis           | Riverside Centroplex           |
| 8 août 1980                  | Oklahoma City | États-Unis           | Myriad Convention Center       |
| 9 août 1980                  | Dallas        | États-Unis           | Reunion Arena                  |
| 10 août 1980                 | Houston       | États-Unis           | The Summit                     |
| 12 août 1980                 | Atlanta       | États-Unis           | Omni Coliseum                  |
| 13 août 1980                 | Charlotte     | États-Unis           | Coliseum                       |
| 14 août 1980                 | Greensboro    | États-Unis           | Coliseum                       |
| 16 août 1980                 | Charleston    | États-Unis           | Civic Center                   |
| 17 août 1980                 | Indianapolis  | États-Unis           | Market Square Arena            |
| 20 août 1980                 | Hartford      | États-Unis           | Civic Center                   |
| 22 août 1980                 | Philadelphie  | États-Unis           | The Spectrum                   |
| 23 août 1980                 | Baltimore     | États-Unis           | Civic Center                   |
| 24 août 1980                 | Pittsburgh    | États-Unis           | Civic Arena                    |
| 26 août 1980                 | Providence    | États-Unis           | Civic Center                   |
| 27 août 1980                 | Portland      | États-Unis           | Cumberland County Civic Center |
| 29 août 1980                 | Montréal      | Canada               | Forum                          |
| 30 août 1980                 | Toronto       | Canada               | CNE Stadium                    |
| 10 septembre 1980            | Milwaukee     | États-Unis           | MECCA Arena                    |
| 12 septembre 1980            | Kansas City   | États-Unis           | Kemper Arena                   |
| 13 septembre 1980            | Omaha         | États-Unis           | Civic Auditorium               |
| 14 septembre 1980            | Saint Paul    | États-Unis           | Civic Center                   |
| 16 septembre 1980            | Ames          | États-Unis           | Hilton Coliseum                |
| 17 septembre 1980            | Saint-Louis   | États-Unis           | Checkerdome                    |
| 19 septembre 1980            | Chicago       | États-Unis           | Rosemont Horizon               |
| 20 septembre 1980            | Détroit       | États-Unis           | Joe Louis Arena                |
| 21 septembre 1980            | Cleveland     | États-Unis           | Coliseum                       |
| 23 septembre 1980            | Glens Falls   | États-Unis           | Civic Center                   |
| 24 septembre 1980            | Syracuse      | États-Unis           | Onondaga County War Memorial   |
| 26 septembre 1980            | Boston        | États-Unis           | Boston Garden                  |
| 28 septembre 1980            | New York      | États-Unis           | Madison Square Garden          |
| 29 septembre 1980            | New York      | États-Unis           | Madison Square Garden          |
| 30 septembre 1980            | New York      | États-Unis           | Madison Square Garden          |
| Europe                       |               |                      |                                |
| 23 novembre 1980             | Zurich        | Suisse               | Hallenstadion                  |
| 25 novembre 1980             | Paris         | France               | La Rotonde du Bourget          |
| 26 novembre 1980             | Cologne       | Allemagne de l'Ouest | Sporthalle                     |
| 27 novembre 1980             | Leyde         | Pays-Bas             | Groenoordhallen                |
| 29 novembre 1980             | Essen         | Allemagne de l'Ouest | Grugahalle                     |
| 30 novembre 1980             | Berlin        | Allemagne de l'Ouest | Deutschlandhalle               |
| 1er décembre 1980            | Brême         | Allemagne de l'Ouest | Stadthalle                     |
| 5 décembre 1980              | Birmingham    | Angleterre           | National Exhibition Centre     |
| 6 décembre 1980              | Birmingham    | Angleterre           | National Exhibition Centre     |
| 8 décembre 1980              | Londres       | Angleterre           | Wembley Arena                  |
| 9 décembre 1980              | Londres       | Angleterre           | Wembley Arena                  |
| 10 décembre 1980             | Londres       | Angleterre           | Wembley Arena                  |
| 12 décembre 1980             | Bruxelles     | Belgique             | Forest National                |
| 13 décembre 1980             | Bruxelles     | Belgique             | Forest National                |
| 14 décembre 1980             | Francfort     | Allemagne de l'Ouest | Festhalle                      |
| 16 décembre 1980             | Strasbourg    | France               | Hall Rhénus                    |
| 18 décembre 1980             | Munich        | Allemagne de l'Ouest | Olympiahalle                   |
| Asie                         |               |                      |                                |
| 12 février 1981              | Tokyo         | Japon                | Nippon Budokan                 |
| 13 février 1981              | Tokyo         | Japon                | Nippon Budokan                 |
| 16 février 1981              | Tokyo         | Japon                | Nippon Budokan                 |
| 17 février 1981              | Tokyo         | Japon                | Nippon Budokan                 |
| 18 février 1981              | Tokyo         | Japon                | Nippon Budokan                 |
| South America Bites the Dust |               |                      |                                |
| 28 février 1981              | Buenos Aires  | Argentine            | Stade José-Amalfitani          |
| 1er mars 1981                | Buenos Aires  | Argentine            | Stade José-Amalfitani          |
| 4 mars 1981                  | Mar del Plata | Argentine            | Stade José-Maria-Minella       |
| 6 mars 1981                  | Rosario       | Argentine            | Stade Gigante de Arroyito      |
| 8 mars 1981                  | Buenos Aires  | Argentine            | Stade José-Amalfitani          |
| 20 mars 1981                 | São Paulo     | Brésil               | Estádio do Morumbi             |
| 21 mars 1981                 | São Paulo     | Brésil               | Estádio do Morumbi             |
| Gluttons for Punishment      |               |                      |                                |
| 25 septembre 1981            | Caracas       | Venezuela            | Poliedro de Caracas            |
| 26 septembre 1981            | Caracas       | Venezuela            | Poliedro de Caracas            |
| 27 septembre 1981            | Caracas       | Venezuela            | Poliedro de Caracas            |
| 9 octobre 1981               | Monterrey     | Mexique              | Estadio Universitario          |
| 17 octobre 1981              | Puebla        | Mexique              | Estadio Ignacio Zaragoza       |
| 18 octobre 1981              | Puebla        | Mexique              | Estadio Ignacio Zaragoza       |
| We Will Rock You             |               |                      |                                |
| 24 novembre 1981             | Montréal      | Canada               | Forum                          |
| 25 novembre 1981             | Montréal      | Canada               | Forum                          |